# Distrikt Santa Cruz (Huaylas)

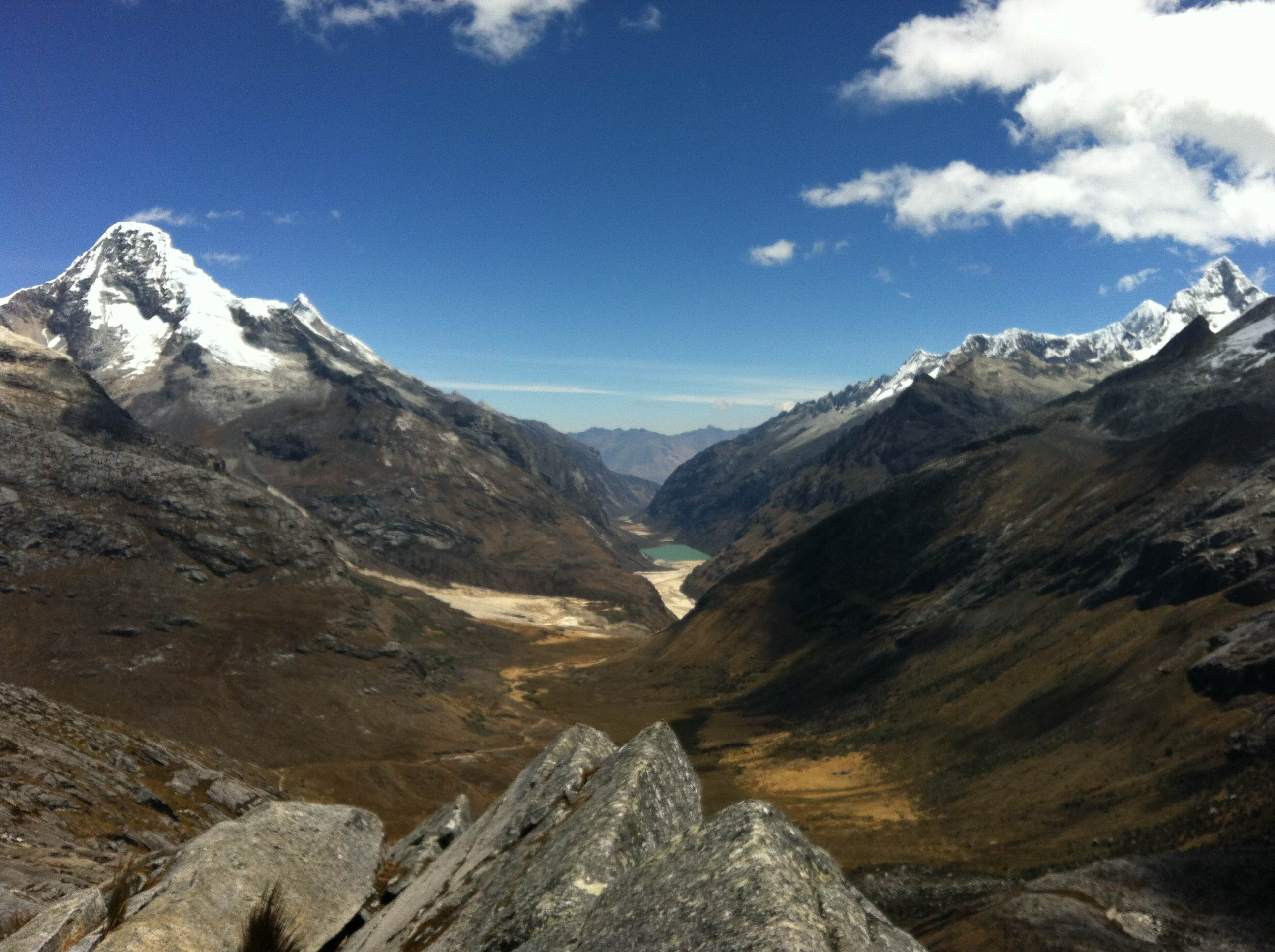
Tal der Quebrada Santa Cruz mit dem See Laguna Jatuncocha

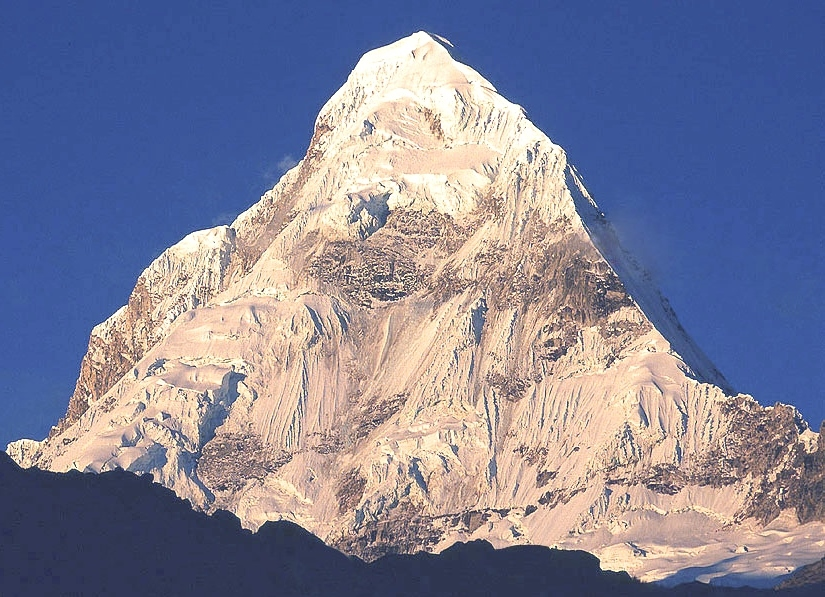
Nevado Santa Cruz

Der Distrikt Santa Cruz liegt im zentralen Osten der Provinz Huaylas in der Region Ancash in West-Peru. Der am 10. Juli 1945 gegründete Distrikt hat eine Fläche von 332,78 km². Beim Zensus 2017 lebten 4229 Einwohner im Distrikt Santa Cruz. Im Jahr 1993 lag die Einwohnerzahl bei 4324, im Jahr 2007 bei 4840. Verwaltungssitz ist die oberhalb des rechten Flussufers des Río Santa, der entlang der westlichen Distriktgrenze nach Norden fließt, auf einer Höhe von 2900 m gelegene Ortschaft Huaripampa mit 313 Einwohnern (Stand 2017).

## Geographische Lage
Der Distrikt Santa Cruz hat eine Längsausdehnung in WSW-ONO-Richtung von knapp 30 km. Im Osten umfasst der Distrikt das Tal der Quebrada Santa Cruz in der Cordillera Blanca mit dem Gletscherrandsee Laguna Jatuncocha. Im Distrikt erheben sich die Berge Artesonraju (6025 m), Alpamayo (5947 m) und Nevado Santa Cruz (6259 m).
Der Distrikt Santa Cruz grenzt im Norden an den Distrikt Yuracmarca, im Osten an die Distrikte Pomabamba und Huayllán (beide in der Provinz Pomabamba), im Südosten an den Distrikt Yanama (Provinz Yungay), im Süden an den Distrikt Caraz sowie im Westen an die Distrikte Mato, Huaylas und Huallanca.